# Tundscha
Die Tundscha (bulg. Тунджа, griech. Tonzos, lat. Taenarus/Tonzus, türkisch Tunca Nehri) ist ein Fluss in Bulgarien und der Türkei. 

## Verlauf
Die Tundscha entspringt im zentralen Balkangebirge wenig nordöstlich des Botew-Gipfels oberhalb der Stadt Kalofer. Sie fließt anfangs nach Süden bis Kalofer, danach weiter vorwiegend nach Osten. Der Fluss durchquert den Stausee Koprinka, passiert Kasanlak im Süden und wird nordwestlich von Nowa Sagora im Stausee Schrebtschewo erneut aufgestaut. Sie passiert Sliwen und knickt bei Jambol gegen Süden ab. Die Tundscha durchfließt Jambol und grenzt nun die Gebirge Sakar und Strandscha voneinander ab. Unterhalb von Elchowo bildet sie kurz die Staatsgrenze, ehe sie nach rund 350 km ganz auf türkischem Boden weiterfließt. Bei Edirne mündet die Tundscha von links in die Mariza, deren größter Zufluss sie ist.

## Flusssystem
Die Tundscha ist ungefähr 390 km lang, davon 349,5 km in Bulgarien. Das Einzugsgebiet hat eine Größe von 8429 km², davon liegen 7884 km² in Bulgarien. Der Fluss hat etwa 50 Zuflüsse – die größeren sind Motschuriza (Мочурица), Popowska (Поповска) und Sinapowska (Синаповска).
Der Fluss wird durch zwei große Stauseen gestaut – Stausee Koprinka (bulg. язовир Копринка, ehemals Stausee Georgi Dimitrow) und Stausee Schrebtschewo (bulg. язовир Жребчево).

## Sonstiges
Seit 2005 ist er Namensgeber für den Tundscha-Gletscher auf der Livingston-Insel in der Antarktis.